# Funvic-Pindamonhangaba/Saison 2011
Dieser Artikel listet Erfolge und Mannschaft des Radsportteams Funvic-Pindamonhangaba in der Saison 2011 auf.

## Erfolge in der UCI America Tour
Bei den Rennen der UCI America Tour im Jahr 2011 gelangen dem Team nachstehende Erfolge.
| Datum       | Rennen                                                                     | Kat. | Fahrer             |
| ----------- | -------------------------------------------------------------------------- | ---- | ------------------ |
| 23. Januar  | 7. Etappe Tour de San Luis                                                 | 2.1  | Héctor Aguilar     |
| 13. März    | 6. Etappe Rutas de América                                                 | 2.2  | Héctor Aguilar     |
| 15. März    | Prolog Giro do Interior de São Paulo                                       | 2.2  | Flavio Santos      |
| 16. März    | 1. Etappe Giro do Interior de São Paulo                                    | 2.2  | Flavio Santos      |
| 14. April   | 2. Etappe Volta Ciclística Internacional de Gravataí                       | 2.2  | Antônio Nascimento |
| 16. April   | 4. Etappe Volta Ciclística Internacional de Gravataí                       | 2.2  | Roberto Silva      |
| 24. Juni    | Brasilianische Meisterschaft – Einzelzeitfahren                            | CN   | Magno Nazaret      |
| 9. Juli     | Prova Ciclística 9 de Julho                                                | 1.2  | Roberto Silva      |
| 30. Juli    | 4. Etappe Tour do Rio                                                      | 2.2  | Magno Nazaret      |
| 16. Oktober | 1. Etappe Tour do Brasil Volta Ciclística de São Paulo-Internacional       | 2.2  | Antônio Nascimento |
| 18. Oktober | 3. Etappe Tour do Brasil Volta Ciclística de São Paulo-Internacional (EZF) | 2.2  | Flavio Santos      |
| 19. Oktober | 4. Etappe Tour do Brasil Volta Ciclística de São Paulo-Internacional       | 2.2  | Roberto Silva      |
| 21. Oktober | 6. Etappe Tour do Brasil Volta Ciclística de São Paulo-Internacional       | 2.2  | Roberto Silva      |
| 23. Oktober | 8. Etappe Tour do Brasil Volta Ciclística de São Paulo-Internacional       | 2.2  | Roberto Silva      |

## Abgänge – Zugänge
| Zugänge            | Team 2010                | Abgänge                        | Team 2011                             |
| ------------------ | ------------------------ | ------------------------------ | ------------------------------------- |
| Tiego Gasparotto   | Scott-Marcondes Cesar    | Marco Arriagada                | Mauricio Báez                         |
| Matías Médici      | Scott-Marcondes Cesar    | José Rodrigues                 | Padaria Real/Calói/Céu Azul Alimentos |
| Nilceu dos Santos  | Scott-Marcondes Cesar    | Edgardo Simón                  | Padaria Real/Calói/Céu Azul Alimentos |
| Antônio Nascimento | Clube DataRo de Ciclismo | Thiago Duarte                  | Unbekannt                             |
| Henrique Arruda    | Neoprofi                 | Marcelo Moser                  | Unbekannt                             |
| Douglas Bueno      | Neoprofi                 | Pedro Nicácio                  | Unbekannt                             |
| Marcos Crespo      | Neoprofi                 | Kleber Ramos                   | Unbekannt                             |
| Adelio Silva       | Neoprofi                 | Daniel Soeiro                  | Unbekannt                             |
| Thiago da Silva    | Neoprofi                 | Nilceu dos Santos (bis 30.09.) | Unbekannt                             |
| Verinaldo Vandeira | Neoprofi                 |                                |                                       |
| Alex Arseno        | Neoprofi (ab 01.08.)     |                                |                                       |

## Mannschaft
| Name               | Geburtstag        | Nationalität |
| ------------------ | ----------------- | ------------ |
| Héctor Aguilar     | 16. April 1984    | Uruguay      |
| Henrique Arruda    | 16. Juni 1992     | Brasilien    |
| Alex Arseno        | 28. Mai 1983      | Brasilien    |
| Douglas Bueno      | 9. September 1981 | Brasilien    |
| Marcos Crespo      | 6. Oktober 1986   | Argentinien  |
| Tiago Fiorilli     | 11. März 1984     | Brasilien    |
| Tiego Gasparotto   | 23. April 1988    | Brasilien    |
| Matías Médici      | 29. Juni 1975     | Argentinien  |
| Antônio Nascimento | 18. August 1977   | Brasilien    |
| Magno Nazaret      | 17. Januar 1986   | Brasilien    |
| Flavio Santos      | 12. Oktober 1980  | Brasilien    |
| Breno Sidoti       | 16. März 1983     | Brasilien    |
| Adelio Silva       | 2. Januar 1985    | Brasilien    |
| Roberto Silva      | 9. Januar 1983    | Brasilien    |
| Thiago da Silva    | 1. Oktober 1987   | Brasilien    |
| Verinaldo Vandeira | 19. Juli 1977     | Brasilien    |

## Platzierungen in UCI-Ranglisten
UCI America Tour 2011
|      | Fahrer             | Punkte |
| ---- | ------------------ | ------ |
| 24.  | Flavio Santos      | 69     |
| 26.  | Antônio Nascimento | 63     |
| 32.  | Héctor Aguilar     | 56     |
| 33.  | Magno Nazaret      | 54     |
| 119. | Marcos Crespo      | 22     |
| 149. | Verinaldo Vandeira | 16     |
| 172. | Roberto Silva      | 15     |
| 173. | Marcelo Moser      | 14     |
| 259. | Tiego Gasparotto   | 8      |
| 326. | Matías Médici      | 5      |
| 326. | Breno Sidoti       | 5      |